# Elecciones seccionales de Ecuador de 1957
Las elecciones seccionales de Ecuador de 1957 se realizaron para elegir los cargos de 18 presidentes de consejos provinciales, 18 consejeros provinciales, 15 alcaldes y 15 concejales municipales para el periodo 1957-1959. 

## Resultados a presidente de Concejo Provincial
| Provincia        | Presidente                  | Partido o alianza |
| ---------------- | --------------------------- | ----------------- |
| Azuay            | Severo Espinosa Valdivieso  | PCE               |
| Bolívar          |                             |                   |
| Cañar            |                             |                   |
| Carchi           |                             |                   |
| Chimborazo       |                             |                   |
| Cotopaxi         |                             |                   |
| El Oro           |                             |                   |
| Esmeraldas       | Telémaco Cortés Bueno       | PLRE              |
| Guayas           | Augusto Alvarado Olea       | PLRE              |
| Imbabura         |                             |                   |
| Loja             |                             |                   |
| Los Ríos         |                             |                   |
| Manabí           | Paulo Emilio Macías Sabando | PLRE              |
| Morona Santiago  |                             |                   |
| Napo Pastaza     |                             |                   |
| Pichincha        | Luis Fernando Merlo Vásquez | PLRE              |
| Tungurahua       | José Arcadio Carrasco Miño  | PCE               |
| Zamora Chinchipe |                             |                   |

## Resultados a alcaldías
| Ciudad     | Provincia  | Alcalde elegido               | Partido o alianza |
| ---------- | ---------- | ----------------------------- | ----------------- |
| Cuenca     | Azuay      | Luis Cordero Crespo (Nieto)   | PCE               |
| Guaranda   | Bolívar    | Gabriel Silva del Pozo        | PCE               |
| Azogues    | Cañar      | Carlos Antonio González Bravo |                   |
| Tulcán     | Carchi     | Carlos Yépez Zambrano         | PCE               |
| Riobamba   | Chimborazo | Bolívar Chiriboga Baquero     |                   |
| Latacunga  | Cotopaxi   | Rafael Cajiao Enríquez        | PCE               |
| Machala    | El Oro     | Carlos Verdaguer Coello       | PCE               |
| Esmeraldas | Esmeraldas | Luis Prado Viteri             | PCE               |
| Guayaquil  | Guayas     | Luis Robles Plaza             | CFP               |
| Ibarra     | Imbabura   | Fausto Endara Espinoza        |                   |
| Loja       | Loja       | Alfredo Mora Reyes            | PSE               |
| Babahoyo   | Los Ríos   | Clemente Baquerizo Cáceres    |                   |
| Portoviejo | Manabí     | César Chávez Cañarte          | PCE               |
| Quito      | Pichincha  | Carlos Andrade Marín Malo     | PSE - PCE         |
| Ambato     | Tungurahua | Ruperto Camacho Mejía         |                   |